# Finlandia na Mistrzostwach Świata w Lekkoatletyce 2011
Finlandia na Mistrzostwach Świata w Lekkoatletyce 2011 reprezentowana był przez trzynastu zawodników.

## Występy reprezentantów Finlandii

### Mężczyźni

#### Konkurencje biegowe
| Konkurencja                   | Zawodnik         | Runda 1  | Runda 1 | Runda 2  | Runda 2 | Półfinał | Półfinał | Finał        | Finał   |
| Konkurencja                   | Zawodnik         | Rezultat | Pozycja | Rezultat | Pozycja | Rezultat | Pozycja  | Rezultat     | Pozycja |
| ----------------------------- | ---------------- | -------- | ------- | -------- | ------- | -------- | -------- | ------------ | ------- |
| Bieg na 200 m                 | Jonathan Åstrand |          |         | 20,87    | 26 q    | 21,03    | 17       |              |         |
| Bieg na 3000 m z przeszkodami | Jukka Keskisalo  |          |         | 8:31,52  | 21      |          |          |              |         |
| Chód na 50 km                 | Jarkko Kinnunen  |          |         |          |         |          |          | 3:52:32 (SB) | 15      |
| Chód na 50 km                 | Antti Kempas     |          |         |          |         |          |          | DQ           | DQ      |

#### Konkurencje techniczne
| Konkurencja    | Zawodnik               | Eliminacje   | Eliminacje | Finał        | Finał   |
| Konkurencja    | Zawodnik               | Rezultat     | Pozycja    | Rezultat     | Pozycja |
| -------------- | ---------------------- | ------------ | ---------- | ------------ | ------- |
| Skok wzwyż     | Osku Torro             | 2,16 m       | 31         |              |         |
| Skok o tyczce  | Jere Bergius           | 5,35 m       | 24         |              |         |
| Rzut młotem    | Olli-Pekka Karjalainen | 76,60 m (SB) | 9 q        | 76,60 m (SB) | 9       |
| Rzut oszczepem | Antti Ruuskanen        | 81,03 m      | 12 q       | 79,46 m      | 9       |
| Rzut oszczepem | Ari Mannio             | 80,27 m      | 14         |              |         |
| Rzut oszczepem | Tero Pitkämäki         | 79,46 m      | 17         |              |         |

### Kobiety

#### Konkurencje biegowe
| Konkurencja                   | Zawodnik        | Runda 1  | Runda 1 | Runda 2  | Runda 2 | Półfinał | Półfinał | Finał    | Finał   |
| Konkurencja                   | Zawodnik        | Rezultat | Pozycja | Rezultat | Pozycja | Rezultat | Pozycja  | Rezultat | Pozycja |
| ----------------------------- | --------------- | -------- | ------- | -------- | ------- | -------- | -------- | -------- | ------- |
| Bieg na 3000 m z przeszkodami | Sandra Eriksson |          |         | 10:03,20 | 24      |          |          |          |         |

#### Konkurencje techniczne
| Konkurencja   | Zawodnik       | Eliminacje | Eliminacje | Finał    | Finał   |
| Konkurencja   | Zawodnik       | Rezultat   | Pozycja    | Rezultat | Pozycja |
| ------------- | -------------- | ---------- | ---------- | -------- | ------- |
| Skok o tyczce | Minna Nikkanen | DNS        | DNS        |          |         |
| Rzut młotem   | Merja Korpela  | 65,64 m    | 24         |          |         |